# Nokomis (Florida)
Nokomis is een plaats (census-designated place) in de Amerikaanse staat Florida, en valt bestuurlijk gezien onder Sarasota County.

## Demografie
Bij de volkstelling in 2000 werd het aantal inwoners vastgesteld op 3334.

## Geografie
Volgens het United States Census Bureau beslaat de plaats een oppervlakte van
5,1 km², waarvan 4,3 km² land en 0,8 km² water.

## Plaatsen in de nabije omgeving
De onderstaande figuur toont nabijgelegen plaatsen in een straal van 16 km rond Nokomis.